# Ꝩ
Cette page contient des caractères spéciaux ou non latins. S’ils s’affichent mal (▯, ?, etc.), consultez la page d’aide Unicode.
Ꝩ (minuscule ꝩ), appelé vend, est une lettre latine additionnelle qui était utilisée dans l’écriture du vieux norrois au Moyen Âge.
Elle n’est pas à confondre avec le wynn ‹ Ƿ, ƿ › duquel elle est dérivée.

## Utilisation
Au Moyen Âge, dans certains écrits en norrois, on retrouve le vend représentant le v ou u.
Elle est dérivée du wynn ‹ Ƿ, ƿ ›, tout en étant une lettre différente.

## Représentation informatique
Cette lettre peut être représentée avec les caractères Unicode suivants :
- capitale Ꝩ : U+A768 ;
- minuscule ꝩ : U+A769.